# Coppa d'Asia 1964
La Coppa d'Asia 1964  è stata la è 3ª edizione del massimo torneo di calcio asiatico per squadre nazionali maggiori maschili. La fase finale si è svolta in Israele dal 26 maggio al 3 giugno 1964 e fu vinta proprio dai padroni di casa.

## Qualificazioni
Israele è qualificata automaticamente alla fase finale come Nazionale organizzatrice della manifestazione.
I tre posti rimanenti sono stati assegnati mediante un percorso di qualificazione che ha visto la partecipazione di 18 rappresentative e lo svolgimento di sei incontri tra il 7 e il 14 dicembre 1963.

## Stadi
| Ramat Gan Haifa Tel Aviv GerusalemmeCoppa d'Asia 1964 (Israele) |

|-
! Ramat Gan
! Haifa
|-
| Municipal Stadium
| Municipal Stadium
|-
| Capienza: 41,583
| Capienza: 17,000
|-
| 
| 
|-
! Tel Aviv
! Gerusalemme
|-
| Bloomfield Stadium
| Hebrew University Stadium
|-
| Capienza: 22,000
| Capienza: 16,000
|-
| 
| 
|}

## Squadre qualificate
| Pr. | Squadra       | Data di qualificazione certa | Partecipante in quanto                                                                          | Ultima presenza    |
| --- | ------------- | ---------------------------- | ----------------------------------------------------------------------------------------------- | ------------------ |
| 1   | Israele       |                              | Rappresentativa della nazione organizzatrice della fase finale                                  | Corea del Sud 1960 |
| 2   | Corea del Sud | 1963                         | Ammessa di diritto in seguito al ritiro delle altre partecipanti nel Gruppo 3 di qualificazione | Corea del Sud 1960 |
| 3   | India         | 1963                         | Ammessa di diritto in seguito al ritiro delle altre partecipanti nel Gruppo 4 di qualificazione | Corea del Sud 1960 |
| 4   | Hong Kong     | 14 dicembre 1963             | Vincitrice del Gruppo 2 di qualificazione                                                       | Hong Kong 1956     |

## Arbitri
Per la direzione delle gare sono stati sorteggiati quattro arbitri, due dei quali provenienti dalla federazione malese.
- Patrick Nice
- Li Pak Tung
- Davoud Nassiri
- Pisit Ngarampanich

## Andamento del torneo

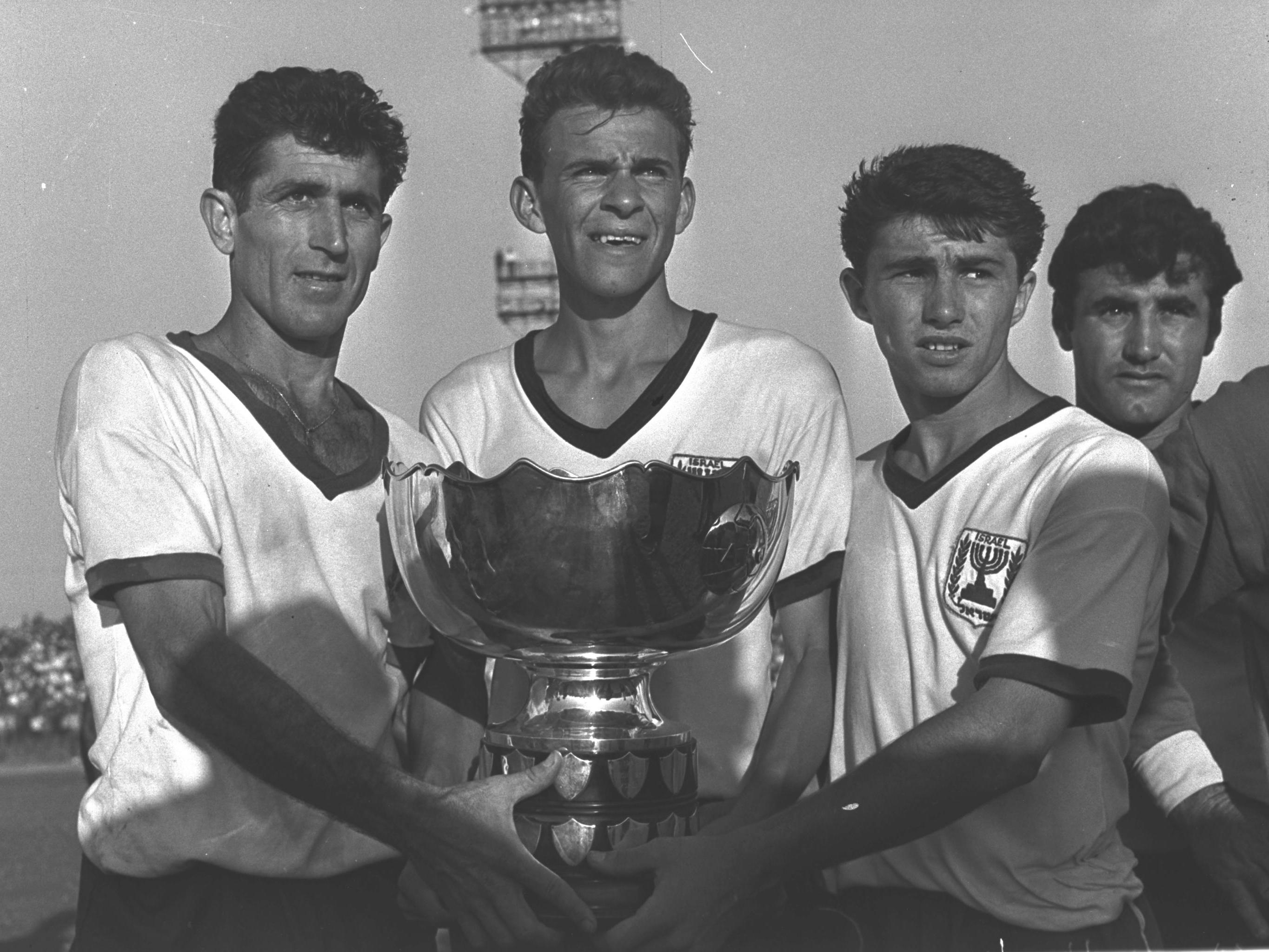
I calciatori israeliani Levi, Spiegler, Leon e Talbi con il trofeo continentale.

La fase finale della manifestazione si aprì il 26 maggio con l'incontro fra Hong Kong e Israele allo Stadio Municipale di Ramat Gan: vincendo per 1-0, i padroni di casa andarono in vetta alla classifica assieme all'India, che il giorno successivo sconfisse i campioni in carica della Corea del Sud segnando due reti per tempo. Le due gare successive divennero pertanto determinanti per definire la classifica del girone: il risultato del primo confronto fra Israele e India permise ai padroni di casa di prendere il comando solitario del raggruppamento, mentre vincendo contro Hong Kong la Corea del Sud si portò al terzo posto.
La vittoria dell'India nell'ultimo match contro Hong Kong del 2 giugno permise alla Corea del Sud di ottenere il terzo posto senza dover disputare il confronto con Israele, programmato per il giorno successivo a Ramat Gan. La gara di chiusura del torneo vide, quindi, prevalere gli organizzatori della manifestazione che in questo modo si assicurarono la vittoria del loro primo titolo continentale.

## Fase finale
Viene confermata la modalità di svolgimento delle due edizioni precedenti, con la formula del girone all'italiana con quattro squadre che si affrontano una sola volta in incontri della durata di ottanta minuti.

### Risultati
| Arbitro: | Nice |

|  |           |              |
|  | Marcatori | 76’ Spiegler |

| Arbitro: | Nassiri |

|                         |           |  |
| Appalaraju 2’ Singh 57’ | Marcatori |  |

| Arbitro: | Li Pak Tung |

|                                 |           |  |
| Spiegler 29’ (rig.) Aharoni 76’ | Marcatori |  |

| Arbitro: | Ngarampanich |

|                   |           |  |
| Park Seung-Ok 74’ | Marcatori |  |

| Arbitro: | Nice |

|                                      |           |                   |
| Singh 45’ Samajapati 60’ Goswami 77’ | Marcatori | 39’ Li Kwok-Keung |

| Arbitro: | Nassiri |

|                   |           |                    |
| Leon 20’ Tish 38’ | Marcatori | 79’ Lee Soon-Myung |

### Classifica finale
| Pos. | Squadra       | P.ti | G | V | P | S | GF | GS | DR |
| ---- | ------------- | ---- | - | - | - | - | -- | -- | -- |
| 1.   | Israele       | 6    | 3 | 3 | 0 | 0 | 5  | 1  | +4 |
| 2.   | India         | 4    | 3 | 2 | 0 | 1 | 5  | 3  | +2 |
| 3.   | Corea del Sud | 2    | 3 | 1 | 0 | 2 | 2  | 4  | -2 |
| 4.   | Hong Kong     | 0    | 3 | 0 | 0 | 3 | 1  | 5  | -4 |

## Classifica marcatori
2 goal
- Inder Singh
- Mordechai Spiegler

1 gol
- Cheung Yiu Kwok
- K. Appalaraju
- Chuni Goswami

- Sukumar Samajapati
- Yohai Aharoni
- Moshe Leon

- Gideon Tish
- Bae Keum-Soo
- Huh Yoon-Jung